# Anhas
Anhas (francès Aignes) és un municipi occità del Llenguadoc, situat al departament de l'Alta Garona i a la regió d'Occitània.